# CD7
CD7 est une protéine présente chez l'homme qui est codée par le gène CD7. Elle est présente à la surface des Lymphocytes T matures et des Thymocytes.

## Fonction
Ce gène code une protéine transmembranaire de la superfamille des immunoglobuline. Cette protéine est présente sur les thymocytes matures et des cellules de T.  Elle joue un rôle essentiel dans les interactions des lymphocytes T et en particulier dans la relation des lymphocyte T/B  au cours du début  du développement des lymphoïdes.

## Interactions
CD7 peut interagir avec PIK3R1,.

## La signification clinique
CD7 peut être exprimé[pas clair] de manière aberrante dans l'anémie réfractaire[À quoi ?] avec excès de blastes (RAEB)[Quoi ?] et peut conférer un plus mauvais pronostic[pas clair]. Un manque de l'expression[Quoi ?] de CD7 pourrait insinuer[pas clair] une mycosis fongoïde (MF) ou le syndrome de Sezary (SS).